# Jeździectwo na Letnich Igrzyskach Olimpijskich 1976
Jeździectwo na Letnich Igrzyskach Olimpijskich 1976 w Montrealu rozgrywane było w dniach 23–30 lipca. W zawodach wzięło udział 135 jeźdźców, w tym 24 kobiety, z 23 krajów. Większość konkurencji przeprowadzono w Bromont, jedynie finał skoków drużynowych odbył się na Stadionie Olimpijskim w Montrealu. Polacy nie startowali.

## Medaliści
| Konkurencja                            | Złoto | Srebro | Brąz |
| Ujeżdżenie – indywidualnie             | Szwajcaria · Christine Stückelberger na koniu Granat | RFN · Harry Boldt na koniu Woycek | RFN · Reiner Klimke na koniu Mehmed |
| Ujeżdżenie – drużynowo                 | RFN · Harry Boldt na koniu Woycek · Reiner Klimke na koniu Mehmed · Gabriela Grillo na koniu Ultimo                                                                            | Szwajcaria · Christine Stückelberger na koniu Granat · Ulrich Lehmann na koniu Widin · Doris Ramseier na koniu Roch                                   | Stany Zjednoczone · Hilda Gurney na koniu Keen · Dorothy Morkis na koniu Monaco · Edith Master na koniu Dahlwitz                                                 |
| WKKW – indywidualnie                   | Stany Zjednoczone · Edmund Coffin na koniu Bally-Cor | Stany Zjednoczone · Michael Plumb na koniu Better & Better                                                                                            | RFN · Karl Schultz na koniu Madrigal |
| WKKW – drużynowo                       | Stany Zjednoczone · Edmund Coffin na koniu Bally-Cor · Michael Plumb na koniu Better & Better · Bruce Davidson na koniu Irish-Cap · Mary Anne Tauskey na koniu Marcus Aurelius | RFN · Karl Schultz na koniu Madrigal · Herbert Blöcker na koniu Albrant · Helmut Rethemeier na koniu Pauline · Otto Ammermann na koniu Volturno       | Australia · Wayne Roycroft na koniu Laurenson · Mervyn Bennet na koniu Regal Reign · Bill Roycroft na koniu Version · Denis Pigott na koniu Hillstead            |
| Skoki przez przeszkody – indywidualnie | RFN · Alwin Schockemöhle na koniu Warwick Rex | Kanada · Michel Vaillancourt na koniu Branch Country                                                                                                  | Belgia · François Mathy na koniu Gai Luron |
| Skoki przez przeszkody – drużynowo     | Francja · Hubert Parot na koniu Rivage · Jean-Marcel Rozier na koniu Bayard de Maupas · Marc Roguet na koniu Belle de Mars · Michel Roche na koniu Un Espoir'                  | RFN · Alwin Schockemöhle na koniu Warwick Rex · Hans Günter Winkler na koniu Torphy · Sönke Sönksen na koniu Kwepe · Paul Schockemöhle na koniu Agent | Belgia · Eric Wauters na koniu Gute Sitte · François Mathy na koniu Gai Luron · Edgar-Henri Cuepper na koniu Le Champion · Stanny Van Paesschen na koniu Porsche |

## Klasyfikacja medalowa
| Lp. | Państwo    |   |   |   | Razem |
| --- | ---------- | - | - | - | ----- |
| 1.  | RFN        | 2 | 3 | 2 | 7     |
| 2.  | USA        | 2 | 1 | 1 | 4     |
| 3.  | Szwajcaria | 1 | 1 | 0 | 2     |
| 4.  | Francja    | 1 | 0 | 0 | 1     |
| 5.  | Kanada     | 0 | 1 | 0 | 1     |
| 6.  | Belgia     | 0 | 0 | 2 | 2     |
| 7.  | Australia  | 0 | 0 | 1 | 1     |